# Hirpicium linearifolium
Hirpicium linearifolium là một loài thực vật có hoa trong họ Cúc. Loài này được (Bolus) Roessler mô tả khoa học đầu tiên năm 1959.